# عدم المساواة العرقية في الولايات المتحدة
تحدد عدم المساواة العرقية في الولايات المتحدة المزايا الاجتماعية والفروقات التي تؤثر على الأعراق المختلفة داخل الولايات المتحدة. يمكن اعتبارها أيضًا نتيجة للاضطهاد التاريخي أو عدم المساواة في الميراث أو التعصب الشامل وخاصة ضد مجموعات الأقليات.

## الفقر
توجد اختلافات كبيرة في معدلات الفقر بين المجموعات العرقية. وصل معدل الفقر في جميع أنحاء البلاد في عام 2009 إلى 9.9%. توضح هذه البيانات معاناة اللاتينيين والسود من نسب عالية غير متناسبة من الفقر مقارنة بالبيض والآسيويين غير اللاتينيين. يجب التمييز بين الفقر العرضي والفقر المدقع عند التطرق إلى موضوع الفقر.

### الفقر العرضي
يعرّف مكتب الإحصاء الأمريكي الفقر العرضي بأنه العيش في حالة فقر لمدة تقل عن 36 شهرًا على التوالي. وصل معدل الفقر العرضي لدى البيض غير اللاتينيين إلى نسبة 22.6% و44.5% للسود و45.8% للاتينيين في الفترة التي تتراوح بين عامي 2004 و2006. يعاني السود واللاتينيون من معدلات الفقر العرضي التي تكاد أن تبلغ ضعف معدلات فقر البيض غير اللاتينيين.

### الفقر المدقع
يعرّف مكتب الإحصاء الأمريكي الفقر المدقع بأنه العيش في حالة فقر لمدة 36 شهرًا أو أكثر على التوالي. وصل معدل الفقر المدقع إلى 1.4% بالنسبة للبيض غير اللاتينيين و4.5%  للاتينيين و8.4% لذوي البشرة السوداء في الفترة التي تتراوح بين عامي 2004 و2006. يعاني السود واللاتينيون من معدلات أعلى بكثير من الفقر المدقع بالمقارنة مع البيض غير اللاتينيين.

### طول فترة الفقر
يعرّف مكتب الإحصاء الأمريكي طول فترة الفقر بأنها عدد الأشهر التي يقضيها الشخص في حالة الفقر. يُقدَّر متوسط طول فترات الفقر بأربعة أشهر بالنسبة للبيض غير اللاتينيين و5.9 أشهر للسود و6.2 أشهر للاتينيين. تختلف المدة الزمنية التي يقضيها الشخص في الفقر حسب العرق. يعاني البيض غير اللاتينيين من أقصر فترات حالات الفقر مقارنةً بالسود واللاتينيين.

## الإسكان
يملك 42.5% من الأميركيين الأفارقة منزلًا في أمريكا.

### ملكية المنزل
ملكية المنزل وسيلة مهمة تمكّن العائلات من مراكمة الثروة. راكم أصحاب المنازل حقوق ملكية منازلهم على مدى فترة من الزمن. يمكن لحقوق الملكية هذه في المقابل المساهمة بشكل كبير في ثروة أصحاب المنازل. يسمح لأصحاب المنازل بمراكمة حقوق ملكية منازلهم باعتبارها وسيلة لتخزين الثروة وتوفير تأمين ضد الفقر للعائلات. يذكر كل من إبارا ورودريغز أن حقوق ملكية المنزل تمثل 61% من القيمة الصافية لأصحاب المنازل اللاتينيين و38.5% من القيمة الصافية لأصحاب المنازل البيض و63% من القيمة الصافية لأصحاب المنازل الأمريكيين من أصول إفريقية. يلاحظ كونلي أن الاختلافات في معدلات ملكية المنازل واستحقاق قيمة الإسكان قد تؤدي إلى انخفاض صافي القيمة في جيل الوالدين مسببًا الضرر بالجيل التالي.
توجد فروقات كبيرة في معدلات ملكية المنازل حسب العرق. كان معدل ملكية المنازل 72.5% للبيض غير اللاتينيين و46.1% للاتينيين و 42.0% للسود في عام 2017. يمتك البيض غير اللاتينيين (استنادًا إلى البيانات السابقة) منازل بمعدلات أعلى بكثير من جميع الأعراق الأخرى، ويمتلك اللاتينيون والسود منازل بمعدلات أقل بكثير، ويعني هذا أن نسبة عالية من السكان اللاتينيين والسود لا يحصلون على المزايا مثل تراكم الثروة والتأمين ضد الفقر الذي يوفره امتلاك منزل.

### حقوق ملكية المنازل
يوجد تباين عرقي المنشأ من حيث قيمة الإسكان. تقل القيمة الاقتصادية للوحدات السكنية التابعة للسود بشكل وسطي بنسبة 35% عن الوحدات المماثلة التابعة للبيض، ومعدل بيع الوحدات التابعة للسود أقل بنسبة 35% من الوحدات المماثلة التابعة للبيض. يذكر كل من لورين كريفو وروبرت كوفمان أنه بينما تكون القيمة المتوسطية للمنازل التابعة للأمريكيين البيض أكثر بعشرين ألف دولار على الأقل من الأمريكيين الأفارقة واللاتينيين، وهذه الاختلافات ليست نتيجة للاختلافات الجماعية في طول مدة السكن، وذلك لأن الآسيويين يتمتعون بأكبر قدر من حقوق الملكية في منازلهم، ولكنهم عاشوا فيها لأقصر فترة متوسطية.
يمكن أن يدفع أصحاب القروض السكنية من الأمريكيين من الأصل الأفريقي واللاتيني بنسبة تتراوح ما بين 1.5 إلى 2.5 ضعف على الفائدة. يضيف كل من كريفو وكوفمان أن الفجوة بين الأمريكيين من أصل أفريقي والبيض في أسعار الفائدة على القرض السكني هي 0.39%، ويدل هذا على اختلاف قدره 5.749 دولارًا على دفع القرض المنزلي المتوسط للقرض السكني ذو الثلاثين عام من منزل سعره 53.882 دولار.
تُترجم الفجوة بين اللاتينيين والبيض (0.17%) إلى أن اللاتينيين يدفعون مبلغًا قدره 3451 دولارًا إضافيًا على قرض سكني مدته 30 عامًا على متوسط قيمة القرض السكني اللاتيني الذي يبلغ 80 ألف دولار. يستنتج المحللون أنه كان من الممكن إعادة استثمار الأموال الإضافية في مراكمة الثروة.

### الفصل السكني
يمكن تعريف الفصل السكني بأنه «الفصل المادي للمواقع السكنية بين مجموعتين. توجد فروقات كبيرة بين الأعراق حسب مكان الإقامة. تعتمد حالتا الفقر والثراء على مكان الإقامة في الولايات المتحدة. نتجت معظم عمليات الفصل السكني بسبب ممارسات الإقراض التمييزية لامتناع المصارف عن إقراض طبقة معينة من الناس، والتي طُبقت في بعض الأحياء التي تسكنها الأقليات في المقام الأول كونها تشكل خطورة على الاستثمار أو الإقراض.
تجسدت النتيجة بالأحياء ذات الاستثمار الجماعي والأحياء الأخرى حيث البنوك أقل ميلًا للاستثمار. يجدر بالذكر أنه يمكن رؤية هذا التجمع الجغرافي للأثرياء والفقراء في المقارنة بين سكان الضواحي والسكان الحضر. تمتلئ الضواحي عادةً بالسكان البيض، وتتألف غالبية سكان المدن الداخلية بشكل تقليدي من الأقليات العرقية. تشير النتائج من آخر إحصاء سكني إلى أنه كلما انتشرت الضواحي الداخلية حول المدن كلما أصبحت مأوى للأقليات العرقية. يعيش معظم سكان الولايات المتحدة في أحياء مفصولة اقتصاديًا اعتبارًا من عام 2017».

## التعليم
يعتمد تمويل التعليم العام في الولايات المتحدة إلى حد كبير على الضرائب العقارية المحلية. تختلف إيرادات ضريبة الممتلكات المحلية بين الأحياء المختلفة والمناطق التعليمية. يؤدي هذا التباين في عائدات الضريبة العقارية بين الأحياء والمناطق التعليمية إلى عدم المساواة في التعليم. تتجلى عدم المساواة هذه في شكل موارد مالية مدرسية متاحة توفر الفرص التعليمية والمرافق والبرامج للطلاب.
أصبح فصل الأغنياء والفقراء في جماعات وعزلهم عن بعضهم استنادًا إلى العرق ومكان الإقامة معروفًا جدًا. يظهر الفصل السكني والتجمعات الفقيرة بشكل ملحوظ في المقارنة بين سكان الحضر وسكان الضواحي حيث تتكون معظم الضواحي من السكان البيض وتتألف معظم المدن الداخلية من الأقليات. تجمعات الأقليات الفقيرة السكانية في المدن الداخلية وتجمعات السكان الأثرياء البيض في الضواحي هو «الآلية الرئيسية التي تُمرر من خلالها عدم المساواة العرقية في الموارد التعليمية» وذلك وفقًا للبروفيسورة باميلا بارنهاوس والترز في عام 2001.

### معدلات البطالة
بلغ معدل البطالة 3.8% بالنسبة للآسيويين و4.6% بالنسبة للبيض غير اللاتينيين و6.1% بالنسبة للاتينيين و9.0% بالنسبة للسود في عام 2019 وكان جميعهم فوق سن السادس عشرة. يمكن ملاحظة مستويين عندما يتعلق الأمر بالبطالة: بطالة منخفضة نسبياً بالنسبة للآسيويين والبيض وبطالة مرتفعة نسبياً للاتينيين والسود.

## تفسيرات محتملة
قُدمت عدة نظريات لشرح الفجوة العرقية الكبيرة في معدلات البطالة:

### الفصل واللامركزية الوظيفية
تقول هذه النظرية إن آثار الفصل العنصري دفعت السود واللاتينيين إلى وسط المدينة خلال فترة زمنية انتقلت فيها فرص العمل والمهن إلى الضواحي. أدى ذلك إلى الفصل الجغرافي بين الأقليات وفرص العمل التي تفاقمت بسبب النضال من أجل الانتقال إلى استلام وظائف في الضواحي بسبب نقص وسائل النقل. أدى هذا في النهاية إلى ارتفاع معدلات البطالة بين الأقليات.

### مكاسب البيض
تعزو هذه النظرية نقطة ضعف الأقلية هذه إلى قدرة الأغلبية على استغلالها، فيمكن لأي شخص أبيض مثلًا استلام أي وظيفة أو عمل لم يؤخذ من قبل شخص أسود. تستند هذه النظرية إلى الرأي القائل بأن السكان البيض لديهم مكاسب أكثر من تمييز الأقليات. تتوقع هذه النظرية نشوء مستويات عالية من التمييز في المناطق التي توجد بها مجموعات كبيرة من الأقليات بسبب استفادة السكان البيض من ذلك.

### فروق المهارات الوظيفية
تقول هذه النظرية إن التباين في البطالة يمكن أن يعزى إلى انخفاض معدلات النجاح الأكاديمي بين مجموعات الأقليات (وخاصة الأمريكيين السود) مما يؤدي إلى نقص المهارات اللازمة لدخول مضمار العمل الحديث.